# Slaget vid Frisches Haff
Slaget vid Frisches Haff eller slaget vid Stettiner Haff var ett sjöslag mellan Sverige och Preussen den 10 september 1759.

## Slaget
Svenska sjöstridskrafter, ur Arméns flotta (Skärgårdsflottan), om 13 större och 12 mindre fartyg, totalt 2 250 man under generalmajor Wilhelm von Carpelan lyfte ankar vid klockan halv sex på morgonen, och seglade i slagordning mot den preussiska flottan som bestod av 4 större och 9 mindre fartyg om totalt ca 700 man under befäl av kapten Ernst Mattias von Köller. Vid kvart i nio på morgonen var den svenska eskadern så nära att man öppnade eld, samtidigt som man fortsatte att avancera mot den preussiska linjen. Den svenska högra flygeln med chefsfartyget galären Carlscrona samt galären Malmö seglade tätt inpå preussarna och inledde äntring av de tre galjoter som utgjorde deras vänsterflygel. Dessa tre togs relativt omgående av svenskarna.
Samtidigt seglade den svenska vänsterflygeln som bestod av två halvgalärer, understödd av galärerna Kronoberg och Blekinge, mot den preussiska högerflygeln och angrep dem tätt inpå med musköter och handgranater. Preussarna högra flygel bestod bland annat av två galjoter som relativt omgående kunde äntras och tas av svenskarna.
Övriga preussiska galjoter hissade nu segel och försökte ta till flykten men samtliga angrepps häftigt av de svenska galärerna med tung kanoneld varefter samtliga strök sina segel och gav sig. Slutligen togs även den preussiska chefsgaljoten Köning von Preussen som vid klockan halv två föll i svenskarnas händer. Fyra preussiska barkasser försökte utöver detta att fly, varav tre lyckades undkomma. Den fjärde upphanns av en svensk halvgalär, men sattes på grund av sin besättning vilka även lyckades få i land kanoner och började beskjuta det svenska fartyget. Dock gjorde den svenska galären landhugg, satte i land trupp vilka kunde jaga preussarna på flykten, erövra kanonerna samt få ombord dessa på den preussiska barkassen som erövrades och seglades tillbaka till den svenska linjen.
Totalt förlorade preussarna fyra större galjotter; König von Preussen, Prinz von Preussen, Prinz Henrich och Prinz Wilhelm. Dessutom fyra mindre galjoter: Neptunus, Merkurius, Jupiter samt Mars och en mindre barkass. Till detta kan läggas 106 kanoner av olika kaliber. Det totala antalet krigsfångar utgjordes av 114 soldater, 282 båtsmän, 8 artillerister, 1 trumslagare, 4 fältskärer, 72 underofficerare samt 24 officerare.
De svenska förlusterna uppgick till en barkass samt 13 döda och 11 skadade.
Segern innebar att den lilla flotta som Preussen disponerade upphörde att existera. Förlusten av sjöherraväldet ledde dessutom till att de preussiska ställningarna på Usedom och Wollin blev ohållbara och intogs av de svenska trupperna.

### Troféer

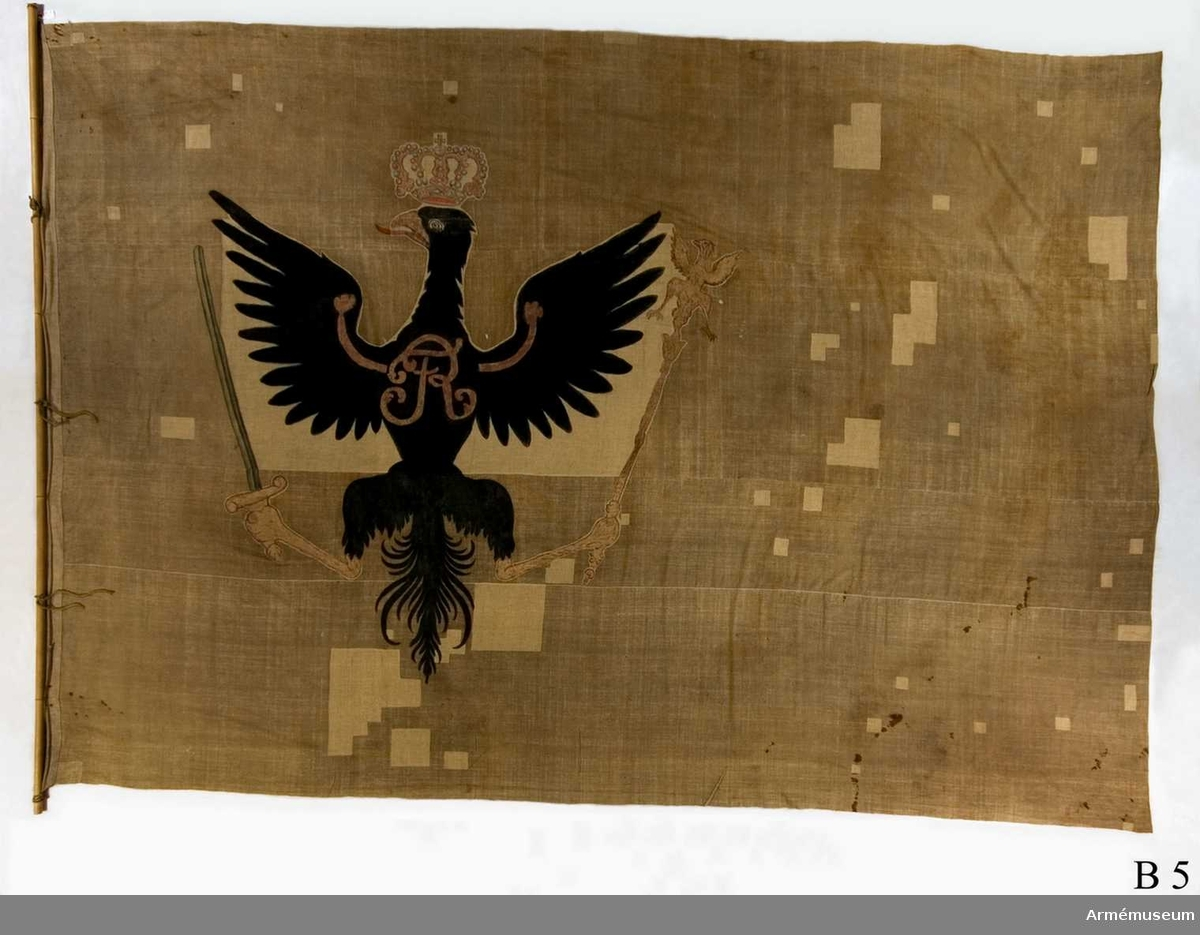
Preussisk flagga tagen som trofé efter slaget. Ingår i Statens trofésamling vid Armémuseum.

Sverige tog även en del troféer i slaget, och man kan i Armémuseums samlingar finna bland annat fanor, gränadjärmössor, uniformer, trumremmar, m.m. Troféerna hemfördes till Stockholm av kaptenen vid Amiralitetet Carl Rutensparre som deltagit vid slaget, och de presenterades för kung Adolf Fredrik i rådkammaren på Kungliga slottet den 19 november 1759. Därefter fördes de till Arsenalen.

## Slagordning

### Den svenska flottan
- Galären Carlscrona - 28 kanoner - chefsfartyg med Wilhelm von Carpelan och kaptenlöjtnanten Carl Rutensparre som fartygschef ombord.
- Galären Kronoberg - 28 kanoner - under befäl av kaptenlöjtnant Fredrik Otto Billberg
- Galären Malmö - 26 kanoner - under befäl av kaptenlöjtnanten Daniel Mansner
- Galären Blekinge - 28 kanoner - under befäl av kaptenlöjtnanten Martin Helding
- Halvgalären Delphin - 13 kanoner
- Halvgalären Svärdfisken - 13 kanoner
- Halvgalären Cabilleau - 13 kanoner
- Halvgalären Stören - 13 kanoner
- 1 Mörsarefartyg
- Galjoten Snäll - under befäl av löjtnanten Fredrik Bong
- Rekognoseringsslupen Flygaren - under befäl av löjtnanten Joakim Bong
- Rekognoseringsslupen Diana
- Rekognoseringsslupen Löparen
- 12 barkasser[5]

### Den Preussiska flottan[1]
- Chefsgaljoten Köning von Preussen - 14 kanoner
- Galjoten Prinz von Preussen - 14 kanoner
- Galjoten Prinz Wilhelm - 14 kanoner
- Galjoten Prinz Heinrich - 14 kanoner
- Galjoten Jupiter - 11 kanoner
- Galjoten Mars - 11 kanoner
- Galjoten Neptunus - 11 kanoner
- Galjoten Merkurius - 11 kanoner
- 5 kanonjollar[5]